# Idaea ethima
Idaea ethima är en fjärilsart som beskrevs av Louis Beethoven Prout 1938. Idaea ethima ingår i släktet Idaea och familjen mätare. Inga underarter finns listade i Catalogue of Life.